# Battaglia di Goose Green
La battaglia di Goose Green avvenne durante la guerra delle Falkland tra la forza da sbarco britannica e le forze terrestri argentine nella omonima località, uno degli insediamenti abitati di maggiore consistenza nelle isole. Goose Green era un punto strategico importante per entrambi gli schieramenti; gli argentini potevano da quella posizione colpire la testa di ponte inglese della baia di San Carlos con aerei ed elicotteri operanti da una pista di atterraggio semipreparata e denominata Base Aérea Militar (BAM “Cóndor”), e i britannici non potevano lasciare indietro quella posizione nella loro marcia di avvicinamento verso Port Stanley, il capoluogo delle isole.

## L'inizio
Nella mattina del 27 maggio, 500 paracadutisti del Para 2 (secondo battaglione del The Parachute Regiment, i paracadutisti britannici), comandati dal tenente colonnello Jones, sbarcarono a Goose Green e Darwin, sulle sponde opposte dello stretto istmo che unisce la parte nord e quella sud dell'isola principale. L'obiettivo era quello di allargare la testa di ponte di San Carlos. Il battaglione era supportato da una batteria di obici da 105 mm del 29° Commando Regiment della Royal Artillery, da un plotone di missili anticarro MILAN e da elicotteri Westland Scout. Inoltre, durante lo svolgimento della battaglia, venne fornito supporto aereo ravvicinato da una sezione di tre Harrier ed un bombardamento navale da parte della fregata HMS Arrow.
La difesa della posizione di Goose Green era affidata alla Task Force Mercedes, composta principalmente dal 12º reggimento fanteria argentino (RI 12), che presidiava anche l'aeroporto Condor, base di aerei da attacco FMA Pucarà ed elicotteri. A questi si aggiungeva una compagnia del 25º Reggimento Fanteria (RI 25), che era composto di coscritti con un addestramento avanzato in stile ranger. Questo addestramento era stato voluto dal tenente colonnello Mohamed Alí Seineldín, considerato il "padre" delle forze speciali dell'esercito argentino, e il reggimento aveva il nome non ufficiale di 25° Regimiento Infantaria Spécial. La difesa antiaerea era assicurata da due batterie, una delle quali basata su sei mitragliere da 20 mm Rheinmetall gestite da personale della FAA e l'altra su due cannoncini da 35 mm a guida radar del GADA 601 (Grupo de Artillería de Defensa Aérea), il gruppo artiglieria antiaerea impegnato anche nella difesa di Port Stanley; queste armi però potevano altrettanto bene essere utilizzate nel tiro contro bersagli terrestri. Infine vi erano 4 obici da 105 mm Oto Melara del 4º reggimento artiglieria aviotrasportata.

## La battaglia

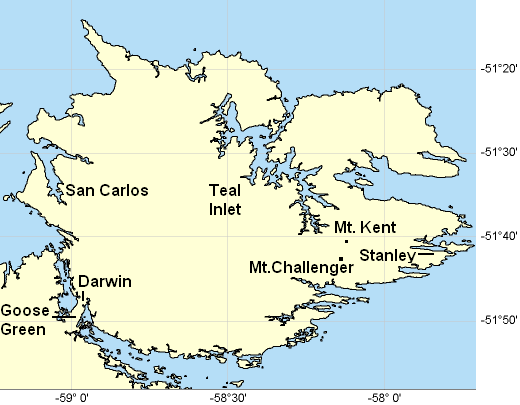
L'isola di East Falkland con la testa di ponte di San Carlos, Teal Inlet, Mount Kent e Mount Challenger

La località era fuori dalla direttrice di avvicinamento al capoluogo, ma era comunque a distanza relativamente breve: una quarantina di chilometri in linea d'aria dalle spiagge di San Carlos; il posto inoltre ospitava un aeroporto dal quale gli aerei da appoggio tattico Pucarà avrebbero potuto compiere dei pericolosi raid contro le truppe a terra e gli elicotteri da trasporto inglesi; dietro l'aeroporto si trovava la scuola ed una lingua di terra sulla quale erano collocati gli obici argentini da 105mm.
Alle 2:30 del 28 maggio, le quattro compagnie del Para 2 (il secondo battaglione del Parachute Regiment), appoggiate da una batteria da 105 mm del 29 Commando Regiment, Royal Artillery e da un plotone di missili anticarro MILAN, attaccarono su due direttrici dopo un fuoco di ammorbidimento da parte della fregata Arrow, incontrando una ferma resistenza in corrispondenza della collina Darwin (un rilievo che taglia l'istmo in corrispondenza dell'abitato di Darwin. Gli argentini risposero con determinazione, usando anche i cannoni antiaerei da 20mm e 35mm del 601 GADA (appunto 601º Gruppo artiglieria difesa antiaerea) come artiglieria terrestre.
Gli inglesi del Para 2 assaltarono con granate ed all'arma bianca, a quel punto senza appoggio di artiglieria, le posizioni argentine; in particolare durante l'assalto alla locale scuola che era stata trasformata in caposaldo tre inglesi vennero uccisi a sangue freddo mentre si stavano recando a raccogliere la resa dopo che era stata esposta la bandiera bianca; la reazione inglese con "mitragliatrici, un razzo e granate" distrusse l'edificio con decine di morti.
Il colonnello Jones morì durante i combattimenti durante una carica contro una postazione di mitragliatrice, che qualcuno definì coraggiosa ma suicida, e fu insignito della Victoria Cross alla memoria mentre il suo vice, maggiore Chris Keeble, fu insignito del Distinguished Service Order.
Dopo due giorni ed una notte di intensi combattimenti, il 28 maggio Goose Green capitolò e 1050 argentini vennero fatti prigionieri. Il comandante argentino, tenente colonnello Italo Piaggi, cadde in disgrazia per la resa e terminò la sua carriera militare.